# AZS UJK Kielce
Klub Uczelniany AZS Uniwersytetu Jana Kochanowskiego w Kielcach – wielosekcyjny klub sportowy działający przy Uniwersytecie Jana Kochanowskiego w Kielcach.

## Sekcje ligowe

### Koszykówka
Do 2016 AZS UJK Kielce występował jedynie w Kieleckiej Amatorskiej Lidze Firm. W 2016 klub przejął licencję Calipers Kielce i przystąpił do gry w II lidze. Przed rozpoczęciem rozgrywek, w sierpniu 2016, zorganizowano otwarte treningi, po których wyselekcjonowano graczy do kadry zespołu. Drużynę zasili m.in. zawodnicy z doświadczeniem w I lidze i Polskiej Lidze Koszykówki.
W II lidze koszykarze AZS UJK Kielce zadebiutowali 27 września 2016, przegrywając we własnej hali z AZS-em UMCS Lublin (58:69). Pierwsze zwycięstwo odnieśli 1 października 2016, w 2. kolejce spotkań, pokonując KKS Kutno (107:62). W sezonie 2016/2017 wygrali łącznie 12 meczów, a 14 przegrali. Z dorobkiem 38 punktów zajęli 8. miejsce w drugoligowej tabeli, z którego przystąpili do gry w fazie play-off. W niej spotkali się w marcu 2017 ze zwycięzcą rozgrywek, drużyną KK Warszawa – wygrali pierwszy mecz (71:69), w kolejnych dwóch spotkaniach ponieśli porażki (56:84; 58:64).
Osiągnięcia
- II liga:
  - 3. miejsce: 2018/19,
  - 6. miejsce: 2019/20,
  - 8. miejsce: 2016/2017, 2017/18, 2020/21

### Piłka ręczna
W 2011 szczypiorniści AZS UJK Kielce przystąpili do gry w III lidze. W swoim pierwszym meczu, rozegranym 29 października 2011, wygrali na wyjeździe z MKS-em Biłgoraj (24:23). W sezonie 2012/2013 kielecka drużyna zajęła 1. miejsce w III lidze, zwyciężyła również w rozgrywkach Małopolskiej Ligi Seniorów, w której odniosła 12 zwycięstw i zanotowała dwie porażki. W kolejnym sezonie zespół zajął w MLS 2. pozycję.
W 2015 piłkarze ręczni AZS UJK Kielce przystąpili do gry w II lidze. Zadebiutowali w niej 27 września 2015, zwyciężając na wyjeździe z MKS-em Biłgoraj (29:23). W sezonie 2015/2016 wygrali łącznie 11 meczów, a przegrali dziewięć. Drugoligowe rozgrywki zakończyli na 5. miejscu w tabeli z dorobkiem 22 punktów. Najlepszym strzelcem drużyny był Daniel Boszczyk, który zdobył 82 bramki. W sezonie 2018/19 klub zajął 1. miejsce w II lidze, gr. IV, awansując tym samym do I ligi. W sezonie 2021/22 zespół zajął 3. miejsce w I lidze, osiągając tym samym najlepszy rezultat w historii. Sezon ten był również ich ostatnim, ponieważ po zakończeniu rozgrywek AZS UJK został wycofany z rozgrywek.
Osiągnięcia
- I liga:
  - 3. miejsce: 2021/2022
- II liga:
  - 5. miejsce: 2015/2016
  - 1. miejsce: 2017/2018
  - 1. miejsce: 2018/2019

## Pozostałe sekcje
W klubie funkcjonują również sekcje: lekkoatletyki, piłki nożnej kobiet, piłki ręcznej kobiet, pływacka oraz siatkówki kobiet i mężczyzn. W sezonie 2015/2016 siatkarze AZS UJK Kielce zajęli 1. miejsce w III lidze.

## Baza sportowa
W kwietniu 2015 na terenie kampusu Uniwersytetu Jana Kochanowskiego otwarto Centrum Rehabilitacji i Sportu, w którym znalazła się hala sportowa, dostosowana do potrzeb różnych dyscyplin sportowych, oraz część rehabilitacyjna i siłownia. Pływacy AZS UJK Kielce korzystają z pływalni „Delfin” przy ul. Krakowskiej, zarządzanej przez MOSiR.